# (31459) 1999 CB17
1999 CB17 (asteroide 31459) é um asteroide da cintura principal. Possui uma excentricidade de 0.19007030 e uma inclinação de 14.35731º.
Este asteroide foi descoberto no dia 10 de fevereiro de 1999 por LINEAR em Socorro.